# Władysław Lizoń

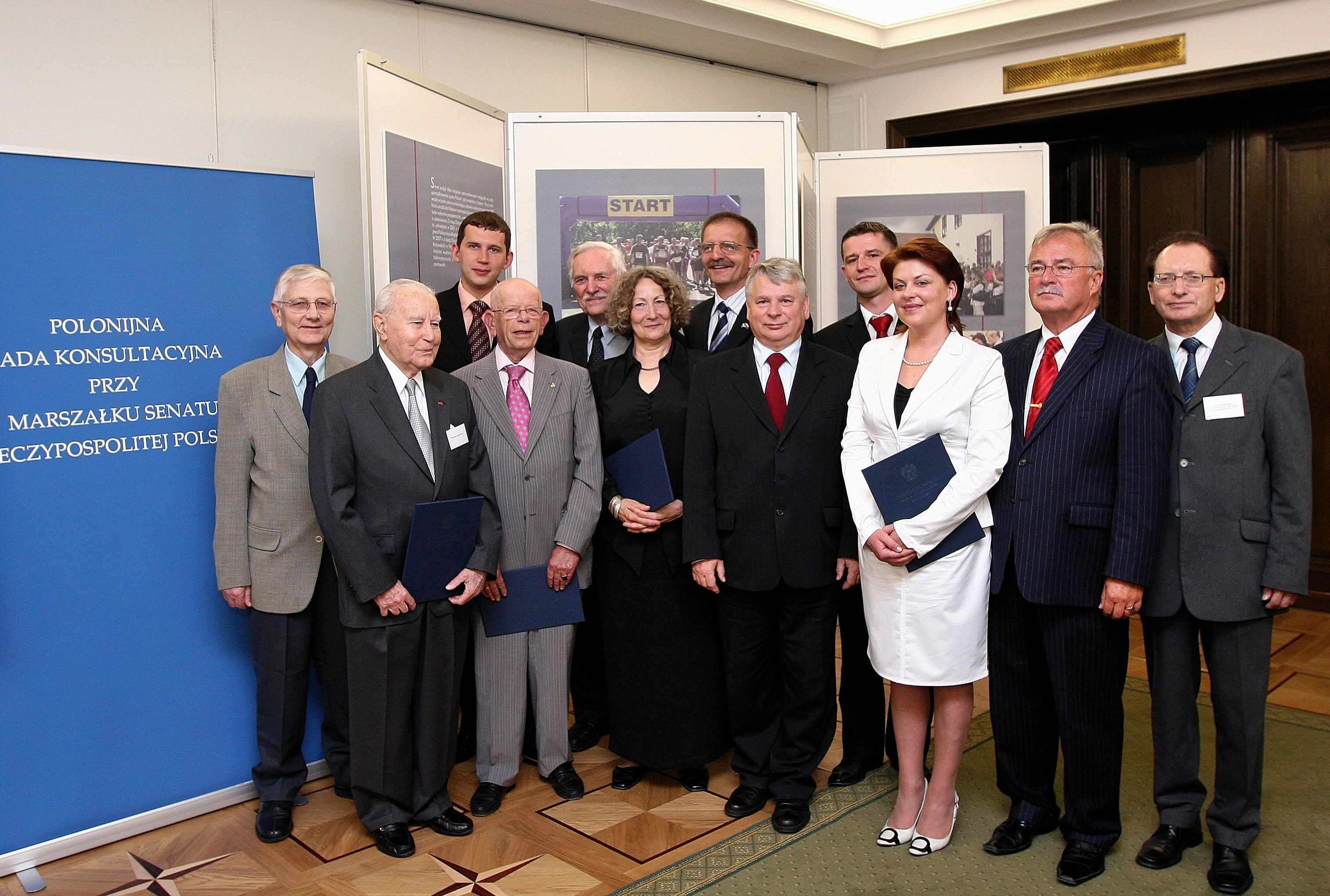
Władysław Lizoń (szósty z prawej) z członkami Polonijnej Rady Konsultacyjnej przy Marszałku Senatu (2008)

Władysław Lizoń (ur. 1954 w Nowym Sączu) – polski inżynier i działacz polonijny, od 2006 prezes Kongresu Polonii Kanadyjskiej, przedsiębiorca. Od 2011 poseł do Izby Gmin Kanady.

## Życiorys
W 1978 ukończył studia w Akademii Górniczo-Hutniczej w Krakowie. 
Od 1988 mieszka w Kanadzie (obywatelstwo tego kraju uzyskał w 1992). Działał w kanadyjskich organizacjach sportowych i społeczno-politycznych: Meadowwood Tennis Club w Mississauga oraz Parkdale-High Park Liberal Riding Association. W 1995 znalazł się wśród założycieli Grupy 95 Związku Polaków w Kanadzie. Rok później przystąpił do chóru „Polonia Singers”, następnie był członkiem i prezesem chóru „Harfa” przy parafii św. Maxymiliana Kolbe w Mississauga (1998–2003). W latach 1996–1998 zasiadał w Komisji Spraw Spornych Związku Polaków w Kanadzie. W 2001 przystąpił do Fundacji Maksymiliana Kolbe w Mississauga.
W 1999 założył własną firmę Gomark Enterprises. Rok później został prezesem nowo powstałego okręgu Kongresu Polonii Kanadyjskiej w Mississauga (funkcję pełnił do 2006). W 2004 objął urząd przewodniczącego Rady Kongresu Polonii Kanadyjskiej, a na XXXIX Walnym Zjedzie KPK w Calgary w 2006 powierzono mu funkcję prezesa Kongresu Polonii.
W wyborach parlamentarnych w 2011 uzyskał mandat posła do Izby Gmin z ramienia konserwatystów w okręgu Mississauga East-Cooksville. 
Jest żonaty, ma dwoje dzieci i troje wnuków.